# Filip Đukić
Filip Ðukic (in serbo Филип Ђукић?; Hvidovre, 6 agosto 1999) è un calciatore montenegrino, portiere dell'Horsens.

## Carriera

### Club
Ðukić è cresciuto nel settore giovanile del Copenaghen che ha lasciato nel 2018 per firmare con lo Hvidovre. Il 15 agosto ha esordito in prima squadra nell'incontro di DBUs Landspokalturnering perso 4-1 contro il Fremad Amager, mentre l'esordio in 1. Division è arrivato alcune settimane più tardi, il 7 ottobre sempre contro il Fremad.
Nell'ottobre del 2020 ha firmato per il Fremad Amager ma nel mercato invernale ha fatto ritorno allo Hvidovre senza aver giocato alcun incontro. Al termine della stagione 2022-2023 ha ottenuto la promozione in Superligaen ed ha rinnovato il contratto fino al 2024.

### Nazionale
Ha giocato nelle nazionali giovanili montenegrine Under-19 ed Under-21.
Il 7 novembre 2023 ha ricevuto la prima convocazione con la nazionale maggiore ed il 19 novembre ha debuttato sostituendo l'infortunato Milan Mijatović nell'incontro di qualificazione per Euro 2024 perso 3-1 contro l'Ungheria.

## Statistiche

### Presenze e reti nei club
Statistiche aggiornate al 2 marzo 2024.
| Stagione            | Squadra         | Campionato      | Campionato | Campionato | Coppe nazionali | Coppe nazionali | Coppe nazionali | Coppe continentali | Coppe continentali | Coppe continentali | Altre coppe | Altre coppe | Altre coppe | Totale | Totale | Totale |
| Stagione            | Squadra         | Comp            | Pres       | Reti       | Comp            | Pres            | Reti            | Comp               | Pres               | Reti               | Comp        | Pres        | Reti        | Pres   | Reti   |        |
| ------------------- | --------------- | --------------- | ---------- | ---------- | --------------- | --------------- | --------------- | ------------------ | ------------------ | ------------------ | ----------- | ----------- | ----------- | ------ | ------ | ------ |
| 2018-2019           | Hvidovre        | 1D              | 22         | -28        | CD              | 1               | -4              |                    | -                  | -                  |             | -           | -           | 23     | -32    |        |
| 2019-2020           | Hvidovre        | 1D              | 29         | -39        | CD              | 0               | 0               |                    | -                  | -                  |             | -           | -           | 29     | -39    |        |
| ott. 2020-gen. 2021 | Fremad Amager   | 1D              | 0          | 0          | CD              | 0               | 0               |                    | -                  | -                  |             | -           | -           | 0      | 0      |        |
| gen.-giu. 2021      | Hvidovre        | 1D              | 11         | -11        | CD              | 0               | 0               |                    | -                  | -                  |             | -           | -           | 11     | -11    |        |
| 2021-2022           | Hvidovre        | 1D              | 22         | -19        | CD              | 6               | -6              |                    | -                  | -                  |             | -           | -           | 28     | -25    |        |
| 2022-2023           | Hvidovre        | 1D              | 32         | -41        | CD              | 1               | -4              |                    | -                  | -                  |             | -           | -           | 33     | -45    |        |
| 2023-2024           | Hvidovre        | SL              | 17         | -35        | CD              | 0               | 0               |                    | -                  | -                  |             | -           | -           | 17     | -35    |        |
| Totale carriera     | Totale carriera | Totale carriera | 133        | -173       |                 | 8               | -14             |                    | -                  | -                  |             | -           | -           | 141    | -187   |        |

### Cronologia presenze e reti in nazionale
| Cronologia completa delle presenze e delle reti in nazionale ― Montenegro | Cronologia completa delle presenze e delle reti in nazionale ― Montenegro | Cronologia completa delle presenze e delle reti in nazionale ― Montenegro | Cronologia completa delle presenze e delle reti in nazionale ― Montenegro | Cronologia completa delle presenze e delle reti in nazionale ― Montenegro | Cronologia completa delle presenze e delle reti in nazionale ― Montenegro | Cronologia completa delle presenze e delle reti in nazionale ― Montenegro | Cronologia completa delle presenze e delle reti in nazionale ― Montenegro |
| Data                                                                      | Città                                                                     | In casa                                                                   | Risultato                                                                 | Ospiti                                                                    | Competizione                                                              | Reti                                                                      | Note                                                                      |
| ------------------------------------------------------------------------- | ------------------------------------------------------------------------- | ------------------------------------------------------------------------- | ------------------------------------------------------------------------- | ------------------------------------------------------------------------- | ------------------------------------------------------------------------- | ------------------------------------------------------------------------- | ------------------------------------------------------------------------- |
| 19-11-2023                                                                | Budapest                                                                  | Ungheria                                                                  | 3 – 1                                                                     | Montenegro                                                                | Qual. Euro 2024                                                           | -                                                                         | 58’                                                                       |
| Totale                                                                    |                                                                           | Presenze                                                                  | 1                                                                         |                                                                           | Reti                                                                      | -3                                                                        |                                                                           |